# Craig Nicholls
Craig Robert Nicholls, mais conhecido como Craig Nicholls (Sydney, 31 de agosto de 1977)), é o vocalista, compositor e guitarrista da banda australiana The Vines.
Craig é autista, e já teve várias crises durante shows e turnês tendo que passar por internações repetitivas para sua recuperação.

## Começo e formação da banda
Craig Nicholls é o segundo filho mais novo numa família de quatro irmãos, tendo duas irmãs e um irmão. Ele passou sua infância ouvindo Beatles e Nirvana. Ele estudou no Marist College Penshurst. Nicholls abandonou a escola durante o décimo ano do colegial. Como Nicholls estava bastante interessado em pintura, ele decidiu então matricular-se na escola de artes. Ele manteve seu curso de pintura com o dinheiro ganho em seu trabalho (no McDonald's) em South Hurstville, Sydney. E foi lá que ele conheceu seus futuros parceiros de banda, Patrick Matthews (que deixou a banda em 2004) e David Oliffe (ex-baterista). Para formar o quarteto, Nicholls chamou seu amigo de classe Ryan Griffiths para participar da banda. Nicholls disse numa entrevista que tinha escolhido o nome da banda como Rishikesh em homenagem a cidade indiana onde sua banda favorita The Beatles esteve. Durante os dias de anonimato, os jornais cometeram erros de impressão colocando o nome da banda como 'Rishi Chasms', algumas vezes. Então Nicholls decidiu mudar o nome da banda para (The Vines), uma referência ao nome da banda que seu pai possuía em 1960 também chamada (The Vynes). Seu pai o ensinou a tocar violão e guitarra.
Nicholls nunca havia escrito as músicas durante o período em que eles começaram a fazer covers, ele declarou numa entrevista que havia começado a escrever suas canções, que estava adorando a ideia e que continuaria a escrever cada vez mais. Por outro lado, ele disse que compor era um bom passa tempo.[1]
Com os covers que incluíam tocar para festas ao ar livre, eles garantiram um show em Sydney e eventualmente viraram notícia no Capitol Records. Nicholls deram o ar da graça nos álbuns do The Vines.

## Transtorno do Espectro Autista (TEA)
Durante um show promocional para a Triple M radio, o baixista Patrick Matthews saiu do palco após Nicholls dar uma bronca no público e exigir que a plateia não conversasse durante o show. Ele disse para a plateia: "Por que diabos vocês estão rindo? vocês parecem um bando de cabras. Será que podem berrar?". Nicholls também foi acusado de dar um soco em um fotógrafo e os integrantes da banda entraram em conflito. Como resultado, Patrick Matthews nunca mais tocou com o The Vines outra vez (desde então ele entrou no Youth Group) e a Triple M proibiu o The Vines de tocar em sua estação de rádio definitivamente. Nicholls estava acompanhado de seu irmão Matt e de seu empresário e amigo Andy Kelly no tribunal local de Balmain, em Sydney no dia 19 de Novembro 2004. Quando foi revelado que Nicholls tinha Síndrome de Asperger (atualmente, Transtorno do Espectro Autista), uma forma branda de autismo na qual é evidente a dificuldade de interação social.
Isso era tudo que se sabia sobre Nicholls, até quando um músico experiente e já rodado chamado Tony Bateman que já havia feito turnês com o The Cure, Sisters Of Mercy e Black Sabbath. Suspeitou que havia algo clinicamente diferente com Nicholls e obteve informações sobre o autismo, entregando-as mais tarde para Andy Kelly. O juiz suspendeu todas as acusações contra Nicholls com a condição de que ele aceitasse fazer um tratamento imediato. Nicholls gritou "Estou Livre!" após sair do tribunal.
Ele ficou sob tratamento médico e passou por terapia durante seis semanas. Ele desistiu de comer fast food e usar drogas como a maconha.
Nicholls tem falado abertamente sobre o assunto em várias entrevistas quando é questionado.